# Weißenbrunn vorm Wald

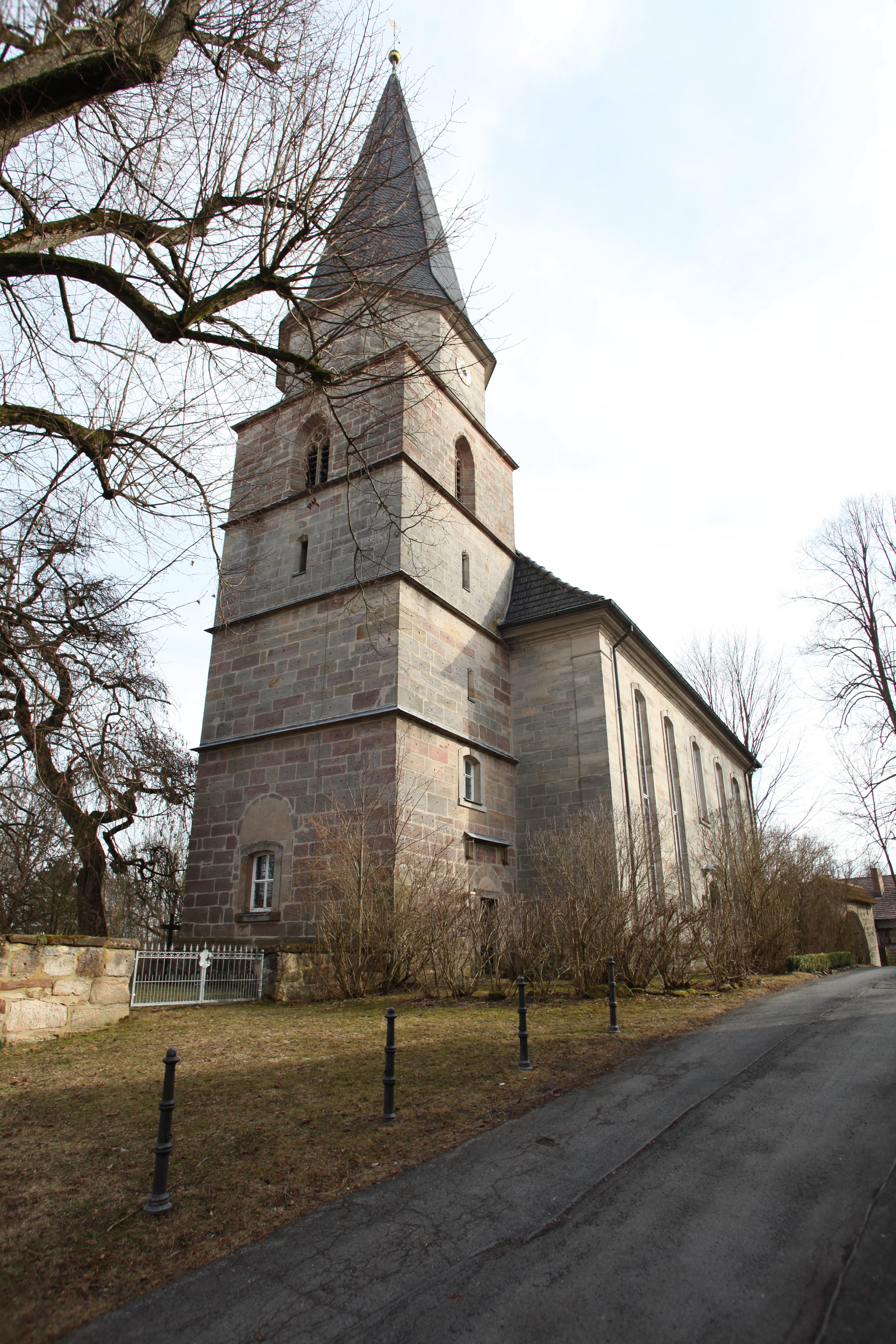
Dreifaltigkeitskirche

Weißenbrunn vorm Wald ist ein Stadtteil der oberfränkischen Stadt Rödental im Landkreis Coburg, zu der er seit dem 1. Mai 1978 gehört.

## Geografie
Das fränkische Straßendorf liegt etwa 12 Kilometer nördlich von Coburg in einem kleinen, westlichen Seitental der Itz, das vom Birkertsbach durchflossen wird. Das Gemeindegebiet grenzt im Osten, Norden und Westen an Thüringen und im Südosten an den Froschgrundsee. Die 2017 eröffnete Schnellfahrstrecke Nürnberg–Erfurt mit der Talbrücke Froschgrundsee liegt am südlichen Gemeinderand.

## Geschichte
Die erste Nennung als „Wizenbrunnen“ war im Jahr 1270. Die auch als „Wyszenbrunn“ bezeichnete Siedlung gehörte vom 13. bis zum 14. Jahrhundert dem Geschlecht derer von Schaumberg. 1358 wurden die von Kemmaten für 200 Jahre Herren des Rittergutes, dass 1558 an K. von Steinau veräußert wurde. Ein altes Schloss ist für 1583 belegt. Die erste Kirche, vermutlich eine Burgkapelle, wird auf 1264 datiert. Es war ursprünglich eine Eigenkirche der Grafen von Wildberg, die ab 1285 unter dem Patronat des Klosters Sonnefeld stand.
Im Jahr 1516 besaß das Kloster Sonnefeld in Weißenbrunn einen Hof und zwei Sölden. Weiteren Besitz hatten Jörg von Schaumberg, Jörg Zentgraf, Veit Kemnater, Peter Kemnater und Christoph von Schaumberg.
Im Dreißigjährigen Krieg wurde das ganze Dorf 1634 von Truppen des Generals Guillaume de Lamboy niedergebrannt. Die Bevölkerung verminderte sich von 200 auf 102 Einwohner. Die Kirche, auf einem kleinen Hügel stehend, wurde 1752 bis 1754 neu aufgebaut. Den klassizistischen Schloss-Neubau in der Nachbarschaft veranlassten die Brüder von Steinau in der zweiten Hälfte des 18. Jahrhunderts. 1895 wurde es von Otto von Steinaus Tochter verkauft.
Im 1829/30 erbauten Schulhaus wuchs der Heimatdichter Heinrich Schaumberger auf und wirkte dort von 1869 bis 1872 Jahre als Lehrer und Kantor. Er nannte das Dorf in seinen Romanen Bergheim. In dem 1967 aufgelösten Schulhaus ist seit den 1970er Jahren ein Heimatmuseum untergebracht, das sich auch dem Leben und Wirken Schaumbergers widmet.
1920 wurde Weißenbrunn, zuvor zum Freistaat Coburg gehörend, bayerisch. Nach 1945 trennte die innerdeutsche Grenze das Dorf von seinen thüringischen Nachbardörfern. Roth, Almerswind, Emstadt und Truckendorf gehörten bis dahin zum Weißenbrunner Kirchensprengel.

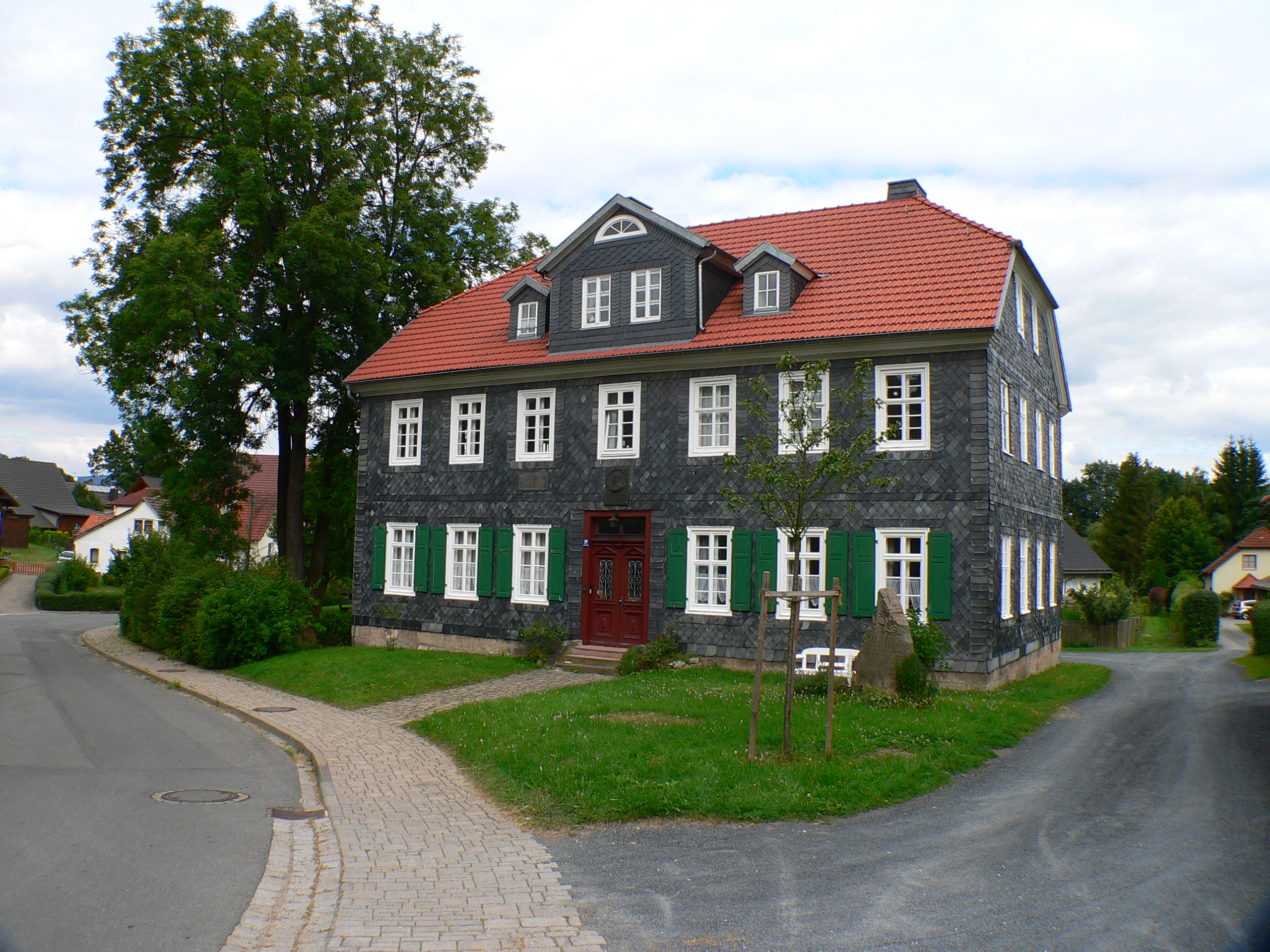
Alte Schule

Am 1. Januar 1971 schloss sich Weißenbrunn vorm Wald mit den Nachbargemeinden Fischbach, Fornbach, Mittelberg, Schönstädt und Waltersdorf zur neuen Gemeinde Froschgrund zusammen. Froschgrund ging am 1. Mai 1978 zwangsweise in Rödental auf.

### Ortsname
Der Ortsname bedeutet weißer Brunnen und verweist auf des besonders kalkhaltige Wasser des Birkertsbachs. Der Zusatz vorm Wald bezieht sich auf die Lage vor dem Thüringer Wald, in Abgrenzung zum ebenfalls im Coburger Land liegenden Weißenbrunn am Forst.

### Einwohnerentwicklung
| Jahr | Einwohner |
| ---- | --------- |
| 1900 | 363       |
| 1933 | 359       |
| 1939 | 356       |

| Jahr | Einwohner |
| ---- | --------- |
| 1950 | 511       |
| 1960 | 442       |
| 1970 | 381       |
| 2011 | 282       |
| 2015 | 256       |

## Wirtschaft
Im Jahr 2009 hatte Weißenbrunn einen Vollerwerbsbetrieb und zwei Nebenerwerbsbetriebe in der Landwirtschaft. Daneben gab es vier Betriebe in Industrie und Gewerbe und drei in sonstigen Bereichen. Zur Infrastruktur gehörten ein Dorfwirtshaus und ein Dorfladen.

## Sehenswürdigkeiten

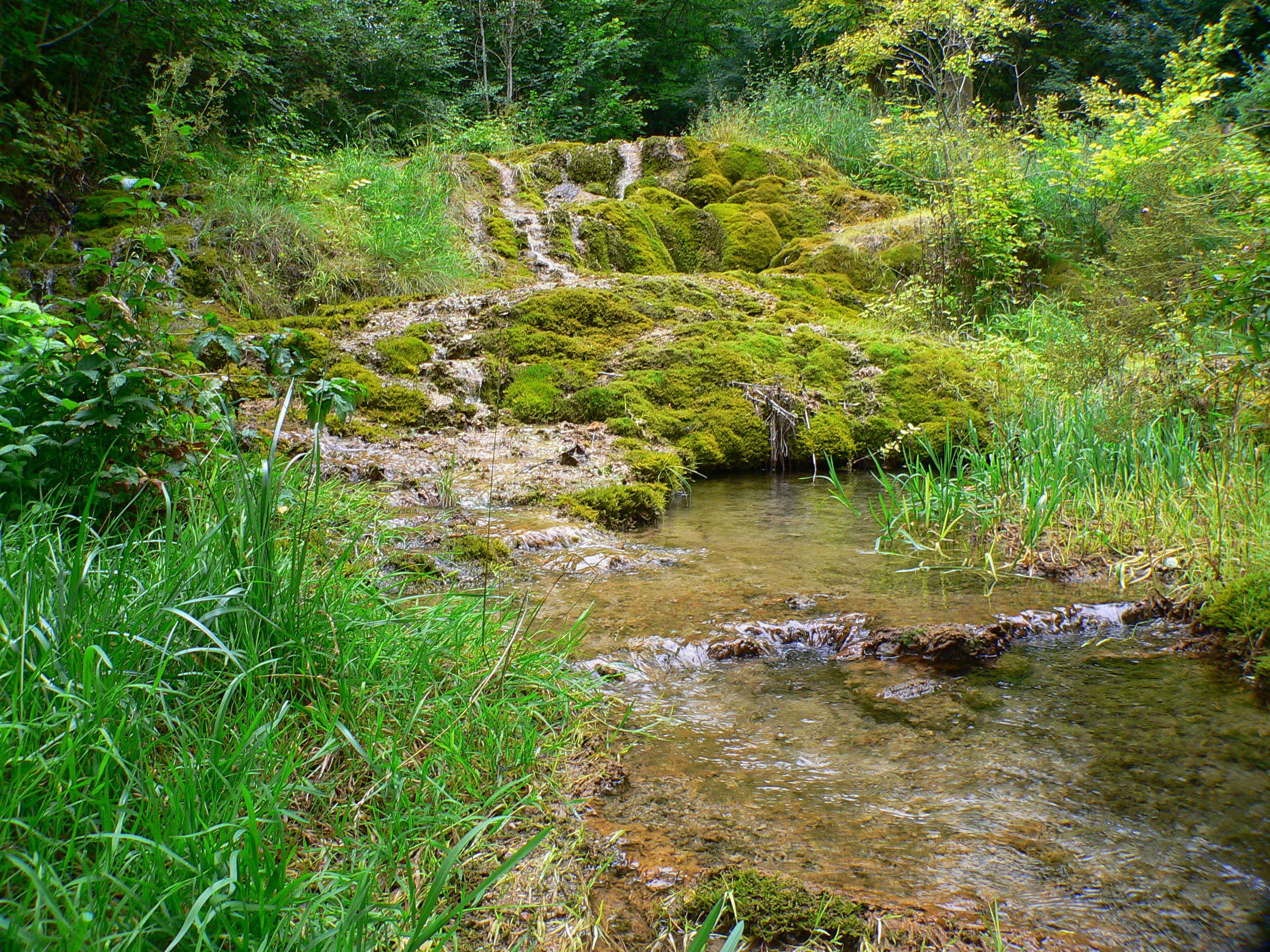
Weißenbrunner Sinterterrassen

- Der Birkertsbach durchzieht den gesamten Ort. Auf 400 m entlang der Mergelgasse bildete sein sehr kalkhaltiges Wasser Sinterterrassen, die zu den eindrucksvollsten Nordostbayerns gezählt werden.[8] Die zu Beginn des 20. Jahrhunderts künstlich unterstützten Wasserfälle überwinden in vier Stufen eine Höhe von 15 m.
- Die evangelisch-lutherische Dreifaltigkeitskirche, ein schlichter Saalbau mit Kanzelaltar, wurde 1752 bis 1754 nach Plänen des Coburger Hofmaurermeisters Brückner in Anlehnung an den Markgrafenstil errichtet. Der in seinem Kern spätmittelalterliche Turm hat seit 1866 einen achteckigen Aufsatz mit Spitzhelm.
- Das „Schloss“ genannte Rittergut derer von Steinau aus dem 18. Jahrhundert. Der Ursprungsbau stammte aus dem 13. Jahrhundert.

## Dialekt
In Weißenbrunn vorm Wald wird Itzgründisch, ein mainfränkischer Dialekt, gesprochen.